# Романеску, Аристицца
Аристицца Романеску (рум. Aristizza Romanescu; 24 декабря 1854, Крайова — 4 июня 1918, Яссы) — румынская театральная актриса, педагог, профессор декламации Бухарестской Консерватории драматического искусства.

## Биография

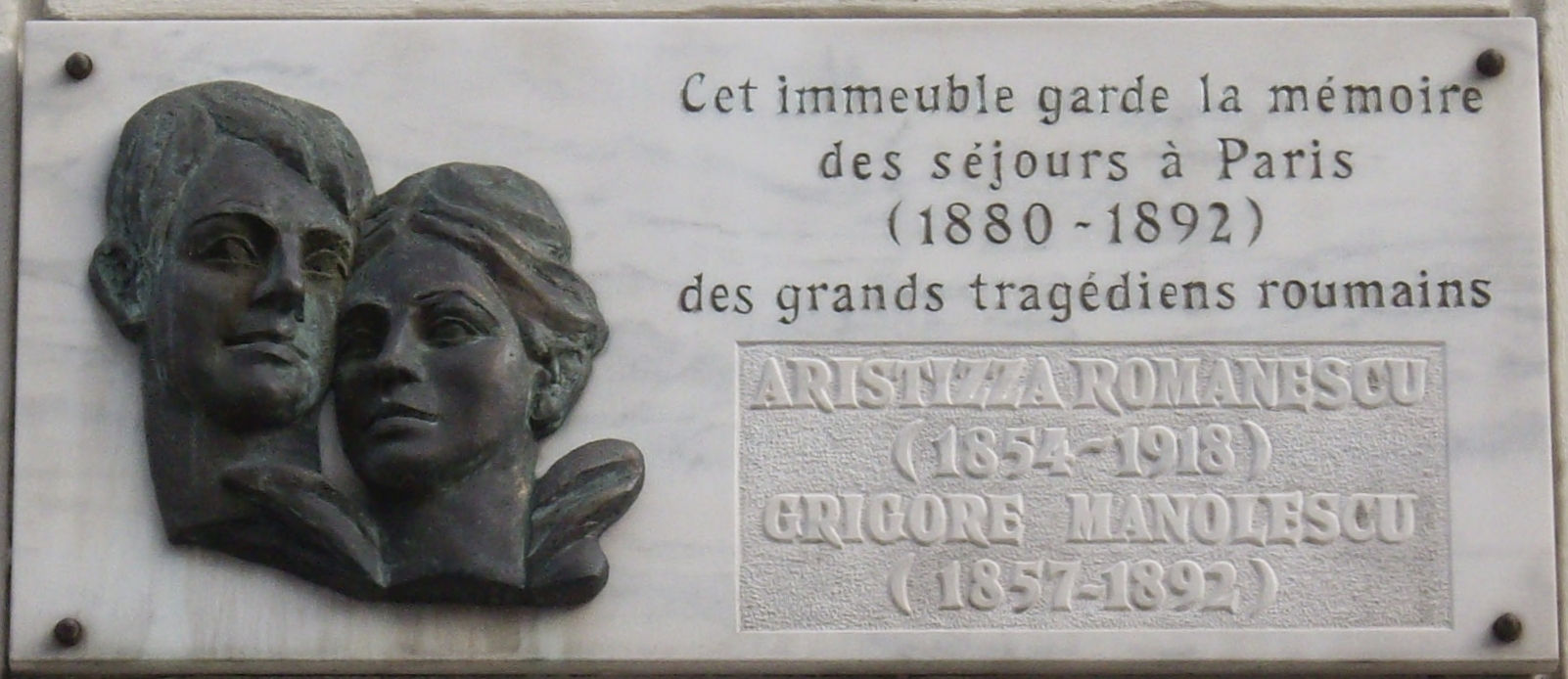
Мемориальная таблица, посвящённая румынским актёрам А. Романеску и Григору Манолеску в Париже (4 rue Croix-des-Petits-Champs, Paris)

Родилась в семье артистов. Двоюродная сестра певицы Елены Теодорини.
В 1872 году дебютировала на сцене Национального театра в Крайове. С 1877 года выступала в коллективе «Общества драматических актёров», где исполняла роли: Весталка («Побеждённый Рим» Ал. Пароли), Елена («Бояре и Чокон» В. Александри), Спиридон («Бурная ночь» Й. Л. Караджале).
Всеобщее признание получило исполнение роли Джеты («Источник Бландузии» В. Александри). Играла на сцене Национального театра в Яссах. В 1891 году выступала в Вене, где с успехом исполнила роли Офелии, Джульетты в пьесах Шекспира; леди Мильфорд («Коварство и любовь» Ф. Шиллера).
Обладала бурным сценическим темпераментом, совершенной пластикой, выразительной мимикой, красивым голосом. Исполняла роли от комедий до мелодрам и трагедий. Пела в водевилях.
Создала более 300 ролей. Среди других ролей А. Романеску:
- Мария Стюарт («Мария Стюарт» Ф. Шиллера) ,
- Юлия («Овидий» Александри),
- Видра («Рэзван и Видра» Б. Хашдеу),
- Зое («Потерянное письмо» Й. Л. Караджале),
- Донья Соль, Марион Делорм («Эрнани» В. Гюго),
- Луиза («Луиза Миллер» Ф. Шиллера),
- Амалия («Разбойники») Ф. Шиллера) и др.

В 1903 году оставила сцену. В 1893—1914 годах преподавала в Бухарестской консерватории. Среди её учениц: Л. Стурдза-Буландра, Эльвира Попеску, Мария Филотти, Соня Клучеру и другие.
В 1911 и 1912 гг. участвовала в съёмках первого румынского фильма «Independenpena României» (Независимость Румынии), где сыграл роль медсестры Красного Креста.
Умерла в нищете.